# Мошани
Мошани, Мошана (рум. Moşana) — село в Молдові в Дондушенському районі. Є центром однойменної комуни, до складу якої також входить село Октябрське. Населене переважно українцями.

## Географія
Село розташоване на висоті 224 метрів над рівнем моря в 17 км від кордону з Україною. Село межує на сході з селом Єлизаветовка, південному сході з селом Брайкеу, на півночі з селом Бричани, на північному заході з селом Ґирбова, на південному заході з селом Клімауць. Місцевість горбиста, багата родючими землями. Село оточене сімома прісноводними озерами. На північному сході ліс відокремлює територію комуни від сіл Брайкеу і Бричани. Через село протікає річка Куболта.
Через село проходить траса європейського значення E583.

## Історія
Перша документальна згадка про село датується 1634 роком. Село Мошани розташоване на місці колишнього турецького поселення, жителі якого займалися гончарною справою. Потім село належало монастирю; згодом одна ділянка маєтку здавалася в оренду якомусь пану Левицькому. Цей же пан є одним із засновників села, тому що пізніше викупив землі у монастиря і віддавав в користування робочим. Будинок пана Левицького дотепер стоїть на території села Мошани. Збереглася дані про внесок перших поселенців в розвиток села. Наприклад: Стефан Деркач і його покоління побудували чотири криниці; Андрій і Антип Грамма побудували криницю і купили два паровика, млин і молотарку; Максим Кривий — зробив бруківку на одній з вулиць села.
Щодо походження назви села існує декілька легенд.
Відповідно до першої з них, колись в селі жила шанована всіма повитуха (молдавською — моаша), яку звали Анна. Вона допомогла багатьом людям, і на її честь вирішили назвати село.
Згідно з другою легендою назва пов'язана з одним бідним старим, який оселився на даній території. Коли його запитали «що ти маєш?», Він відповів: «У мене є тільки мошна (тобто мішок)». Звідси й пішла назва «Мошани».
Третя легенда розповідає про багатого чоловіка який переселився разом зі своєю сім'єю і заснував село, назвавши його Мошани, від «мош» (так зверталися до цієї людини) і «Анна» (ім'я його дочки).
Інша легенда свідчить, що колись на території села жив старий зі своєю онукою Анною. Він був цілителем, а внучка допомагала лікувати людей, які до нього приходили. В їх честь село і було названо село.
За даними етнографічної експедиції 1869—1870 років під керівництвом Павла Чубинського, у селі здебільшого проживали українці, населення розмовляло лише українською мовою.

## Населення
За даними перепису населення 2004 року, у селі Мошани проживає 1749 людини (823 чоловіки, 926 жінок); 1667 осіб (2014). Етнічний склад села:
| 2004           | 2004           | 2004      | 2014           | 2014      |
| Національність | Кількість осіб | Частка, % | Кількість осіб | Частка, % |
| -------------- | -------------- | --------- | -------------- | --------- |
| українці       | 1633           | 93,37     | 1450           | 86,98     |
| молдавани      | 96             | 5,49      | 182            | 10,92     |
| росіяни        | 13             | 0,74      | 31             | 1,86      |
| гагаузи        | 4              | 0,23      | ...            | ...       |
| болгари        | 1              | 0,06      | ...            | ...       |
| інші           | 2              | 0,11      | 4              | 0,24      |
| Всього         | 1749           | 100       | 1667           | 100       |

Повсякденна мова мешканців села (2014, %):
| мова            | кількість осіб | частка, % |
| --------------- | -------------- | --------- |
| російська       | 1159           | 69,53     |
| українська      | 481            | 28,85     |
| молдовська      | 22             | 1,32      |
| інші/не вказали | 5              | 0,30      |

## Релігія

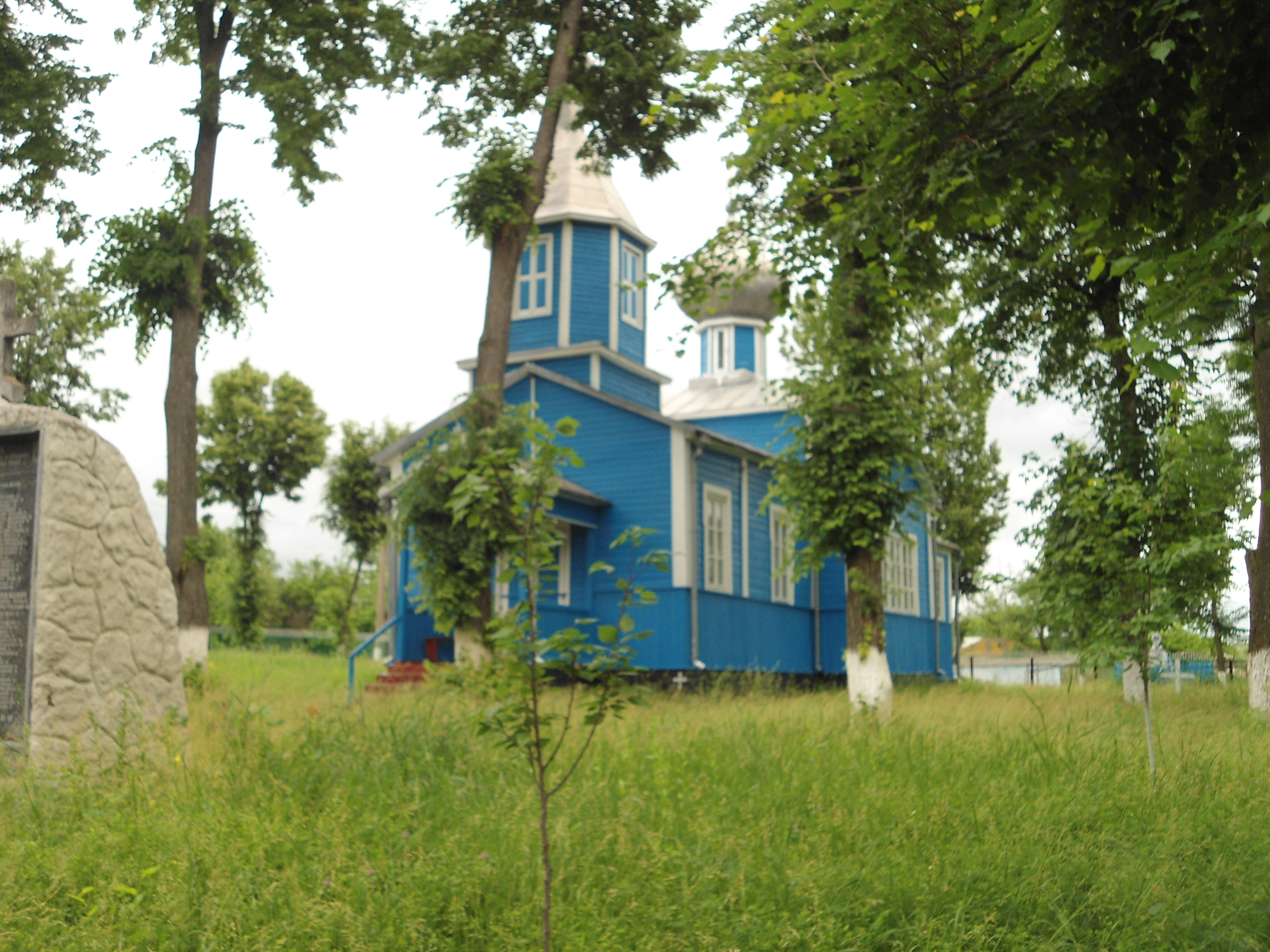
Церква «Покрова Божої Матері»

Населення села в основному православне. На території села розташована церква «Покрова Божої Матері», оскільки була освячена на свято Покрови (14 жовтня). До 1960 року церква проводила богослужіння регулярно і була не тільки церквою, а й школою. Однак, у тому ж році її закрили. Церква пережила пожежу, але в 1988 році почалися роботи з будівництва нового храму, і в 1990 році він знову був освячений.

## Інфраструктура
У селі досить розвинена інфраструктура, у порівнянні з іншими селами подібного типу.
- Гімназія
- Пошта
- Бібліотека
- Будинок культури
- Торгова мережа
- Офіс сімейного лікаря